# Jim Bradley (homme politique)
Pour les articles homonymes, voir Jim Bradley et Bradley.
Jim Bradley, né le 19 février 1945 à Sudbury en Ontario, est un homme politique canadien de longue date, député du Parti libéral de l'Ontario à l'Assemblée législative de l'Ontario depuis 1977 pour la circonscription électorale de St. Catharines.

## Biographie

### Carrière politique
Jim Bradley commence sa carrière politique en 1970 au Conseil municipal de Saint Catharines, dans le sud de l'Ontario. Il reste néanmoins enseignant dans le Conseil scolaire de Lincoln County jusqu'en 1977. Il porte sa candidature dans la circonscription de St. Catharines pour la première fois à l'élection de 1967, mais il arrive deuxième derrière le candidat progressiste-conservateur Robert Mercer Johnston. Il tente sa chance une seconde fois en 1971, mais termine encore une fois derrière Johnston.
La troisième tentative est fructueuse, et Jim Bradley défait Johnston à l'élection de 1977, avec moins de 1 000 voix d'écart. Depuis lors, il se fait réélire à toutes les élections suivantes, le plus récemment en 2014, ce qui fait de lui, à ce moment, un des plus anciens députés siégeant à l'Assemblée législative. Il est défait par la candidate néo-démocrate Jennie Stevens en 2018.